# 7 Hertz
7 Hertz là một ban nhạc thính phòng có trụ sở tại Leeds, Anh. Bên cạnh việc phát hành album Tender Almost Vulgar năm 2007, ban nhạc cũng đã hợp tác với nhạc sĩ David Thomas Broughton và cho ra mắt album David Thomas Broughton vs. 7 Hertz. Ban nhạc nhắc tới Erik Satie và Eric Dolphy là những nhân vật đã truyền cảm hứng cho họ.